# Phil Cavener
Philip Cavener (sinh ngày 2 tháng 6 năm 1961) là một cựu cầu thủ bóng đá người Anh thi đấu ở vị trí tiền vệ chạy cánh. Ông thi đấu ở Football League cho Burnley, Bradford City, Gillingham, Northampton Town và Peterborough United, ở Thụy Điển cho Karlskrona, và tại National League cho Kettering Town.